# Roman Kaźmierski
Roman Kazmierski (1954.), poljski je pjesnik.
Neke pjesme prevedene su na hrvatski jezik. Preveo ih je Pero Mioč, a objavljene su u hrvatskom tjedniku za kulturu Hrvatskom slovu.

## Vanjske poveznice
- (polj.) Literackie Roman Kaźmierski